# AGM-183 ARRW
AGM-183A空射快速反应武器（AGM-183 Air-Launched Rapid Response Weapon、缩写为）是美國空軍計劃使用的原型高超音速武器。該導彈由洛克希德·马丁公司開發，采用火箭助推-滑翔技术，最大射程达到1600公里，原計劃助推後加速至7馬赫，並可於滑翔階段全程保持至少5馬赫的速度直至命中目標。截至2023年3月，AGM-183A空射快速反应武器共进行5次试射，其中4次失败。2024年3月17日，該武器進行了最後一次測試。儘管該計劃一度取消，但美國空軍宣佈將於2026財年重新注資研發，而且有意採購。

## 历史
2018年8月，美国空军向洛克希德·马丁公司授予了4.8亿美元的合約，用于开发空中发射的超音速武器。由此产生的导弹AGM-183A ARRW（“箭”）于2019年6月在美国空军B-52上进行了首次繫留携带飞行测试。 
2020年2月，特朗普政府提议将高超音速武器的资金增加23％，同月，美国空军宣布已决定继续购买AGM-183A。
2020年3月，美国国防研究与工程部副部长迈克尔·D·格里芬（Michael D. Griffin）表示，美国已准备好将高超音速助推滑翔武器投入使用。
2021年4月5日，美国空军首次对ARRW助推器进行飞行测试，试验中导弹未被成功释放。
2021年7月，美国空军首次引爆ARRW搭载的弹头，以收集武器杀伤力数据。
2021年7月28日，美国空军进行了第二次ARRW助推器飞行试验，但导弹释放后助推器未成功点火。
2021年12月15日，美国空军進行了第三次AGM-183A的试射，但在试射过程中，导弹未能从载机上脱离，试验以失败告终。
在该武器经历了多次试射失败后，美国空军预算部副助理部长詹姆斯·佩西亚表示，美国空军在2023财年预算申请中取消了采购12枚该导弹的计划，并将申请5.77亿美元用于ARRW与高超音速巡航导弹的研发相关事务上，但大部分增加的资金将用于后者。美国空军部长弗蘭克·肯德爾对ARRW项目存疑，并表示后续将对ARRW项目进行评估再决定是否取消该计划。
2022年5月14日，美国空军成功测试了AGM-183 ARRW高超音速导弹，导弹从一架B-52轰炸机上发射，飞行速度达五倍音速。
2023年3月24日，据美国空军杂志报道，美军于3月13日进行了AGM-183A空射高超音速导弹的第二次全速飞行测试，但是该次测试“未能完全成功”。空军并没有说在测试中导弹高超音速导弹出了什么问题。美国空军部长肯德尔表示，美国空射高超音速武器的最新测试没有取得成功；肯德尔在国会听证会上说：“我们刚刚进行的测试并不成功。我们未能从测试中得到我们所需要的数据。”；随后，空軍採購業務主管亨特（Andrew Hunter）2023年3月曾於一場聽證會表示，空軍未來仍有兩次ARRW全系統測試規劃，在8月完成一次試射後，意味著接下來的「最後一次」試射，將會決定ARRW計畫能否留在「2025國防授權法案」（NDAA）的預算清單之中。
2024年3月17日，一架B-52H同溫層堡壘戰略轟炸機從關島安德森空軍基地起飛後，用完全運行的ARRW原型進行了最後一次測試。事後洛克希德·马丁公司表示已經準備好將ARRW技術交給美国空军。

## 设计与性能
根据《大众机械学》的报道，美国空军正在考虑将剩余的B-1B机队用作AGM-183射击平台。AGM-183A的最高时速为每小时15345英里（24695公里/小时）。
该武器使用助推滑翔系统，在该系统中，安装有火箭的火箭在朝目标滑翔之前将其推进至超音速。根据大众力学，截至2020年4月，美国空军考虑使用剩余的B-1B轰炸机机群作为AGM-183A射击平台，每架飞机最多可在内部和内部安装31枚武器外挂架。

## 外部連結
- Artist's rendering of an AGM-183A in flight[]